# Demansia torquata
Demansia torquata är en ormart som beskrevs av Günther 1862. Demansia torquata ingår i släktet Demansia och familjen giftsnokar och underfamiljen havsormar. Inga underarter finns listade i Catalogue of Life.
Arten förekommer i nordöstra Australien på Kap Yorkhalvön och i angränsande regioner av Queensland. Den hittas även på flera mindre tillhörande öar. Demansia torquata vistas vid kanten av regnskogar eller i andra tropiska skogar. Ibland besöker den människans samhällen.
Individerna är aktiva på dagen och de jagar främst ödlor av släktet Carlia samt groddjur. Honor lägger under våren eller sommaren 2 till 8 ägg.
Ökad turism vid kusterna kan påverka beståndet negativt. Allmänt är Demansia torquata vanligt förekommande. IUCN kategoriserar arten globalt som livskraftig.